# Figitidae
Famille
Les Figitidae sont une famille d'hyménoptères qui comporte 30 genres et 270 espèces décrites.

## Morphologie
De petite taille (1,5 à 4 mm), les femelles ont des antennes à 13 segments, les mâles de 15. 
L'abdomen a les tergites 2 et 3 fusionnés, sans sutures visibles et constituent ainsi le plus grand segment de l'abdomen.
Ils sont morphologiquement proches des Cynipidae qui sont exclusivement phytophages et inquilines (galle des chênes, Rosaceae, Composées) qui se rencontrent essentiellement en zone tempérée.
- Moins de 15 articles aux antennes
- Le pronotum atteint la tégula
- Gaster comprimé latéralement
- Scutellum sculpté
- Second tergite du gaster le plus grand (chez la femelle) (différent de chez les Cynipidae : le premier)

Chaque sous-famille se caractérise par :
- Aspiceratinae
  - Scutellum présentant soit une carène, soit une épine
  - Tibia III caréné dorsalement.
  - Parasite de larves d'Hemerobiidae et de Chrysopidae
- Figitinae
  - Gaster ayant le tergite II très développé.
  - Parasite de Diptères
- Anacharitinae
  - Pétiole bien développé.
  - Parasite de Neuroptères

## Biologie
Ce sont des ectoparasitoïdes de larves de Diptères schyzophores. Ils sont abondants dans les décharges, auprès des cadavres. Leur biologie est peu connue.
Des espèces présentent un intérêt pour la lutte biologique car elles parasitent des Agromizydae, Chloropidae, Anthomyiidae et des Drosophilidae.
- Eucoila eucera parasite Oscinella frit (Chloropidae).
- Cothonaspis rapae parasite Erioischia brassicae.

## Liste des sous-familles et genres
Selon BioLib (30 janvier 2021) :
- sous-famille Anacharitinae
  - genre Acanthaegilips Ashmead, 1897
  - genre Aegilips Haliday, 1835
  - genre Anacharis Dalman, 1823
  - genre Xyalaspis Hartig, 1843
- sous-famille Aspicerinae
  - genre Anacharoides Cameron, 1904
  - genre Aspicera Dahlbom, 1842
  - genre Callaspidia Dahlbom, 1842
  - genre Omalaspis Giraud, 1860
- sous-famille Charipinae
  - tribu Alloxystini
    - genre Alloxysta Foerster, 1869
    - genre Hemicrisis Förster, 1869
    - genre Phaenoglyphis Förster, 1869
    - genre Thoreauana Girault, 1930

  - tribu Charipini
    - genre Apocharips Fergusson, 1986
    - genre Dilyta Förster, 1869

  - genre Dilapothor Paretas-Martínez & Pujade-Villar, 2006
  - genre Lobopterocharips Paretas-Martínez & Pujade-Villar, 2007
  - genre Lytoxysta Kieffer, 1909
- sous-famille Eucoilinae
  - tribu Diglyphosematini Belizin, 1961
    - genre Banacuniculus Buffington, 2010
    - genre Diglyphosema Förster, 1869
    - genre Discaspis Lin, 1988
    - genre Disorygma Förster, 1869
    - genre Ealata Quinlan, 1986
    - genre Ganaspidium Weld, 1955
    - genre Gronotoma Förster, 1869
    - genre Microstilba Förster, 1869
    - genre Nordlanderia Quinlan, 1986
    - genre Paradiglyphosema Lin, 1988
    - genre Sinatra Buffington, 2011
    - genre Tobiasiana Kovalev, 1979

  - tribu Eucoilini Thomson, 1862
    - genre Eucoila Westwood, 1833
    - genre Leptopilina Förster, 1869
    - genre Linoeucoila Lin, 1988
    - genre Maacynips Yoshimoto, 1963
    - genre Quasimodoana Forshage, Nordlander & Ronquist, 2008
    - genre Trybliographa Foerster, 1869

  - tribu Ganaspini Belizin, 1961
    - genre Acantheucoila Ashmead, 1900
    - genre Afrodontaspis Weld, 1961
    - genre Aganaspis Lin, 1987
    - genre Aspidogyrus Yoshimoto, 1962
    - genre Bewelda Quinlan, 1976
    - genre Caleucoela Kieffer, 1909
    - genre Chrestosema Förster, 1869
    - genre Coneucoela Kieffer, 1910
    - genre Didyctium Riley, 1879
    - genre Dieucoila Ashmead, 1903
    - genre Ditanyomeria Yoshimoto, 1963
    - genre Endecameris Yoshimoto, 1963
    - genre Epicoela Borgmeier, 1935
    - genre Epochresta Lin, 1988
    - genre Ganaspis Förster, 1869
    - genre Glauraspidia Thomson, 1862
    - genre Hexacola Förster, 1869
    - genre Hypodiranchis Ashmead, 1901
    - genre Leptolamina Yoshimoto, 1962
    - genre Lispothyreus Yoshimoto, 1962
    - genre Mirandicola Belizin, 1968
    - genre Nesodiranchis Perkins, 1910
    - genre Nordlandiella Diaz, 1982
    - genre Odontoeucoila Ashmead, 1903
    - genre Odontosema Kieffer, 1909
    - genre Paraganaspis Diaz & Gallardo, 1996
    - genre Pentamerocera Ashmead, 1897
    - genre Perischus Weld, 1931
    - genre Pseudodiranchis Yoshimoto, 1962
    - genre Sinochresta Lin, 1988
    - genre Sirenes Quinlan, 1988
    - genre Steleucoela Kieffer, 1908
    - genre Striatovertex Schick & Forshage, 2011
    - genre Trissodontaspis Ashmead, 1903
    - genre Weldia Yoshimoto, 1962
    - genre Zamischus Ashmead, 1903

  - tribu Kleidotomini Hellén, 1960
    - genre Cothonaspis Hartig, 1840
    - genre Eutrias Förster, 1869
    - genre Kleidotoma Westwood, 1833
    - genre Micreroides Yoshimoto, 1962
    - genre Triplasta Kieffer, 1901

  - tribu Trichoplastini Kovalev, 1989
    - genre Angustacorpa Quinlan, 1988
    - genre Daruna Benoit, 1956
    - genre Nanocthulhu Buffington, 2012
    - genre Nordlanderiana Kovalev, 1989
    - genre Rhoptromeris Förster, 1869
    - genre Stentorceps Quinlan, 1984
    - genre Trichoplasta Benoit, 1956

  - tribu Zaeucoilini Buffington, 2009
    - genre Agrostocynips Diaz, 1976
    - genre Dettmeria Borgmeier, 1935
    - genre Dicerataspis Ashmead, 1896
    - genre Lopheucoila Weld, 1951
    - genre Marthiella Buffington, 2009
    - genre Moneucoela Dalla Torre & Kieffer, 1910
    - genre Moritiella Buffington, 2006
    - genre Paradettmeria Gallardo & Díaz, 2011
    - genre Penteucoila Weld, 1951
    - genre Preseucoela Buffington, 2004
    - genre Rhabdeucoela Kieffer, 1907
    - genre Tropideucoila Ashmead, 1903
    - genre Zaeucoila Ashmead, 1903
- sous-famille Figitinae
  - genre Amphitectus Hartig, 1840
  - genre Figites Latreille, 1802
  - genre Homorus Förster, 1869
  - genre Lonchidia Thomson, 1862
  - genre Melanips Giraud, 1860
  - genre Nebulovena Pujade-Villar & Paretas-Martínez, 2012
  - genre Sarothrus Hartig, 1840
  - genre Seitneria Tavares, 1928
  - genre Trischiza Förster, 1869
  - genre Xyalophora Kieffer, 1901
  - genre Zygosis Förster, 1869
- sous-famille Parnipinae
  - genre Parnips Ronquist & Nieves-Aldrey, 2001
- genre Agrostocynipis Diaz, 1976
- genre Angustocorpa Quinlan, 1988
- genre Neralsia Cameron, 1833
- genre Thoreauella Girault, 1930